# レオン・スペンサー
レオン・スペンサー（Leon Spencer、1945年11月1日 - 2012年3月11日）は、テキサス州ヒューストン出身であるアメリカのジャズ・オルガニスト。彼はデヴィッド・ニューマンとピアノを、メルヴィン・スパークスとオルガンを演奏した。スペンサーは、1970年代初頭にバディ・コールドウェル、アイドリス・ムハマッド、メルヴィン・スパークス、グローヴァー・ワシントン・ジュニアと共にプレスティッジでレコーディングを行った。

## ディスコグラフィ

### リーダー・アルバム
- 『スニーク・プレビュー!』 - Sneak Preview! (1970年、Prestige)
- 『ルイジアナ・スリム』 - Louisiana Slim (1971年、Prestige)
- 『バッド・ウォーキング・ウーマン』 - Bad Walking Woman (1972年、Prestige)
- Where I'm Coming From (1973年、Prestige)

### 参加アルバム
ラスティ・ブライアント
- 『ファイアー・イーター』 - Fire Eater (1971年、Prestige)

カール・デンソン
- 『ダンス・レッスン』 - Dance Lesson #2 (2001年、Blue Note)

ルー・ドナルドソン
- 『プリティ・シングス』 - Pretty Things (1970年、Blue Note)
- The Scorpion: Live at The Cadillac Club (1970年、Blue Note)
- 『コスモス』 - Cosmos (1971年、Blue Note)

ウィルバート・ロングマイアー
- Revolution (1969年、World Pacific)
- This Side of Heaven (1976年、J&M)

メルヴィン・スパークス
- 『スパークス』 - Sparks! (1970年、Prestige)
- Spark Plug (1971年、Prestige)
- Akilah! (1972年、Prestige)

ソニー・スティット
- Turn It On! (1971年、Prestige)
- You Talk That Talk! (1971年、Prestige) ※with ジーン・アモンズ
- Black Vibrations (1971年、Prestige)